# توغبا اوزای
توغبا اوزای (انگلیسی: Tuğba Özay؛ زادهٔ ۱۰ فوریهٔ ۱۹۷۸) مدل، بازیگر، خواننده اهل ترکیه است. وی از سال ۱۹۹۵ میلادی تاکنون مشغول فعالیت بوده‌است.